# آسیلوسور
آسیلوسور (نام علمی: Asylosaurus) نام یک سرده از راسته خزنده‌کفلان است.